# La Nopalera, Jalisco
La Nopalera är en ort i Mexiko.   Den ligger i kommunen Ayotlán och delstaten Jalisco, i den centrala delen av landet, 400 km väster om huvudstaden Mexico City. La Nopalera ligger 1 560 meter över havet och antalet invånare är 351.
Terrängen runt La Nopalera är kuperad åt nordost, men åt sydväst är den platt. Runt La Nopalera är det ganska tätbefolkat, med 111 invånare per kvadratkilometer. Närmaste större samhälle är Atotonilco el Alto, 13,9 km nordväst om La Nopalera. I omgivningarna runt La Nopalera växer huvudsakligen savannskog.